# Christoph Wilhelm Hufeland
Christoph Wilhelm Friedrich Hufeland (12 de agosto de 1762, Langensalza – 25 de agosto de 1836, Berlín) era un médico alemán, naturópata y escritor. Se le conoce como el más eminente médico de su tiempo en Alemania y por ser el autor de los trabajos numerosos que muestran lectura extensa y por poseer una crítica cultivada.

## Biografía
Hufeland nació en Langensalza, electorado de Sajonia (ahora Turingia), y se educó en Weimar, donde su padre ejercía de médico de cámara de la gran duquesa. En 1780 se matriculó en la Universidad de Jena, en el siguiente año fue a Universidad de Gotinga, donde en 1783  se graduó en medicina.
Después de ayudar a su padre durante  algunos años en Weimar, en 1793 le ofrecieron un puesto de medicina en Jena, recibiendo a la vez las posiciones del tribunal médico y del profesorado de Patología en Weimar.  En 1798 Federico Guillermo III de Prusia le concedió el puesto de director de la universidad médica y de los asuntos médicos estatales en el Charité, en Berlín. Mantuvo su puesto de Patología y Terapéutica en la Universidad de Berlín, fundado en 1809, y en 1810 se convirtió en consejero de estado. En 1823 fue elegido como miembro de la Real Academia de las Ciencias de Suecia.
Durante su tiempo fue tan famoso como Goethe, Herder, Schiller y Wieland en su patria.
Hufeland era un amigo íntimo de Samuel Hahnemann y publicó sus escritos originales en su revista en 1796. También se unió a la orden de los Illuminati, habiendo sido introducido a la francmasonería en Gotinga en 1783. También se interesó la alquimia china y sus métodos para extender la longevidad.
La más conocida de sus abundantes escrituras es el tratado titulado Makrobiotik oder Die Kunst, das menschliche Leben zu verlängern (1796), que fue traducido a muchas lenguas, incluso al serbio por el Dr. Jovan Stejić en Viena en 1828. De sus trabajos prácticos, el System of Practical Medicine (System der praktischen Heilkunde, 1818-1828) es la más elaborada. De 1795 a 1835  publicó la revista der praktischen Arznei und Wundarzneikunde. Su autobiografía se publicó en 1863.

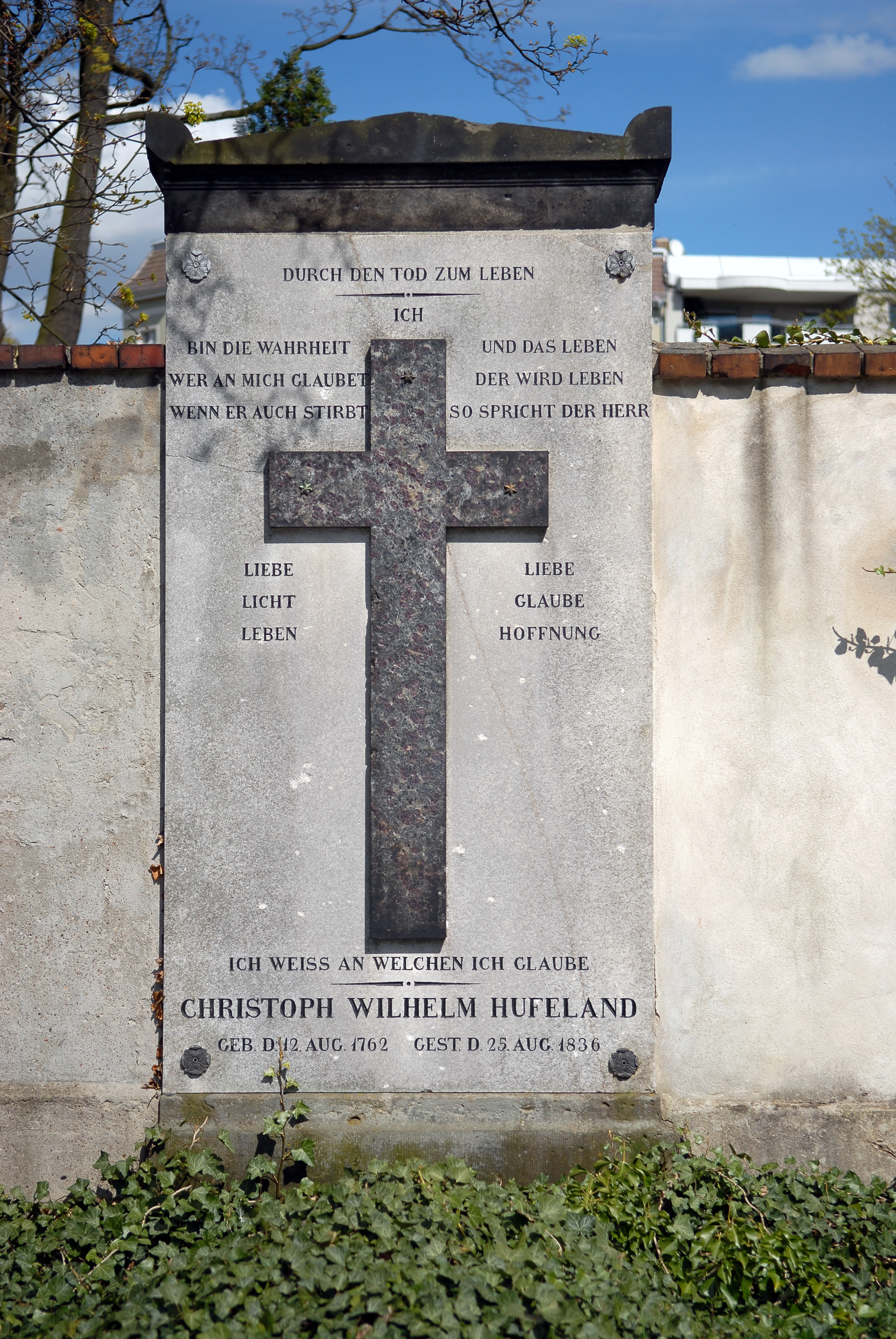
Tumba de Christoph Wilhelm Hufeland en el Cementerio Dorotheenstadt en Berlín

## Naturopatía
Hufeland era un seguidor de la medicina naturopática que postulaba la existencia de un vitalismo o una "fuerza de vida", y creía que podría ser mantenido a través de prácticas conductistas y dietéticas. Hufeland estuvo influido por Hipócrates y promovió lo que llamó terapias naturales (naturtherapeutik). También apoyó el uso de la homeopatía.
El término macrobiótica fue utilizado en su libro Makrobiotik oder Dado Kunst das menschliche Leben zu verlängern, que fue traducido al inglés en 1797. El libro aprobaba un programa para la buena salud y prolongar la vida. Hufeland recomendó una dieta vegetariana. Goethe y su mujer se interesaron en el libro. Sus discípulos alemanes dieron sus dietas e ideas de salud el nombre del movimiento Hufelandista.
George Ohsawa, fundador de la dieta macrobiótica, fue influido por Hufeland.

## Matrimonio
Se casó por primera vez con Juliane Amelung (1771-1845) y por segunda vez con Elisabeth Helene Troschel (1777-1862). De su primer matrimonio tuvo:
- Laura Elwira (nacida en 1799), casada con Karl Wilhelm von Becherer
- Rosalia (nacida en 1801), casada su primo August Wilhelm Adolph Hufeland
- Elisabeth, casada con el Príncipe Alexandru Sturdza, hijo de los príncipes de Moldavia reinantes. A través de su hijo el príncipe Nicolae Sturdza (muerto en 1832) Christoph Wilhelm Hufeland es tatarabuelo de la Reina Natalie de Serbia y tatara-tatarabuelo del Rey Alejandro I de Serbia.

### Trabajos
- Enchiridion medicum oder Anleitung zur medizinischen Praxis: Vermächtniß einer Fünfzigjährigen Erfahrung. Sechste Auflage. Jonas Verlagsbuchhandlung. Berlín,
- Medizinischer Nutzen der elektrischen Kraft beim Scheintod, Verlag Rockstuhl, Bad Langensalza, 1. Reprintauflage 1783/2008,   ISBN 978-3-938997-37-6
- Vollständige Darstellung der medicinischen Kräfte und des Gebrauchs der salzsauren Schwererde . Rottmann, Berlín 1794 edición Digital por la Biblioteca Universitaria y Estatal de Düsseldorf
- Die Kunst, das menschliche Leben zu verlängern. (Volumen 1/2) Haas, Viena 1798 edición Digital por la Biblioteca Universitaria y Estatal Düsseldorf
- Armen-Pharmakopöe, entworfen für Berlin nebst der Nachricht von der daselbst errichteten Krankenanstalt für Arme in ihren Wohnungen. Realschulbuchhandlung, Berlín 3. Aufl. 1818 edición Digital por la Biblioteca Universitaria y Estatal Düsseldorf
- Conspectus Materiae medicae secundum Ordines naturales En Usum Auditorio . Dümmler, Berolini Editio altera aucta 1820 edición Digital por la Biblioteca Universitaria y Estatal Düsseldorf
- Armen-Pharmakopöe . Reimer, Berlín 4. Aufl. 1825 edición Digital por la Biblioteca Universitaria y Estatal Düsseldorf
- Armen-Pharmakopöe : Zugleich eine Auswahl bewährter Arzneimittel und Arzneiformeln . Reimer, Berlín 7.Aufl. 1832 edición Digital por la Biblioteca Universitaria y Estatal Düsseldorf
- Makrobiotik oder Dado Kunst das menschliche Leben zu verlängern, Stuttgart: Un.F. Macklot, 1826.
- Aphorismen und Denksprüche, Verlag Rockstuhl, Bad Langensalza, 1. Reprintauflage 1910/2009, ISBN 978-3-86777-066-8
- Bibliothek der practischen Heilkunde Veröffentlicht En der academischen Buchhandlung, 1802. Notizen: v. 6 Digitalizado en Google Books
- Hufeland's Art of Prolonging Life, editado por William James Erasmo Wilson, 1854.

### Investigaciones
- Helmut Busse: Christoph Wilhelm Hufeland, Blaeschke Verlag, St. Michael, Austria, 1982
- Klaus Pfeifer: Medizin der Goethezeit - Christoph Wilhelm Hufeland und dado Heilkunst des 18. Jahrhunderts, Verlag Böhlau, Colonia, 2000,
- Günther Hufeland: Christoph Wilhelm Hufeland (1762-1836), Verlag Rockstuhl, Malo Langensalza, 2002, ISBN 978-3-936030-79-2
- Wolfgang U. Eckart: Geschichte der Medizin, Heidelberg 2005